# دیل چیهولی
دِیل چیهولی (به انگلیسی: Dale Chihuly) متولد ۲۰ سپتامبر ۱۹۴۱ در تاکوما در واشینگتن آمریکا، هنرمند شیشه‌گر و مجسمه‌ساز است که آثار هنری که با شیشه می‌سازد در موزه‌ها و ساختمان‌هایی در جهان نگهداری و استفاده می‌شوند.

## مجموعه‌های دائمی

### ایالات متحده
- آلاباما

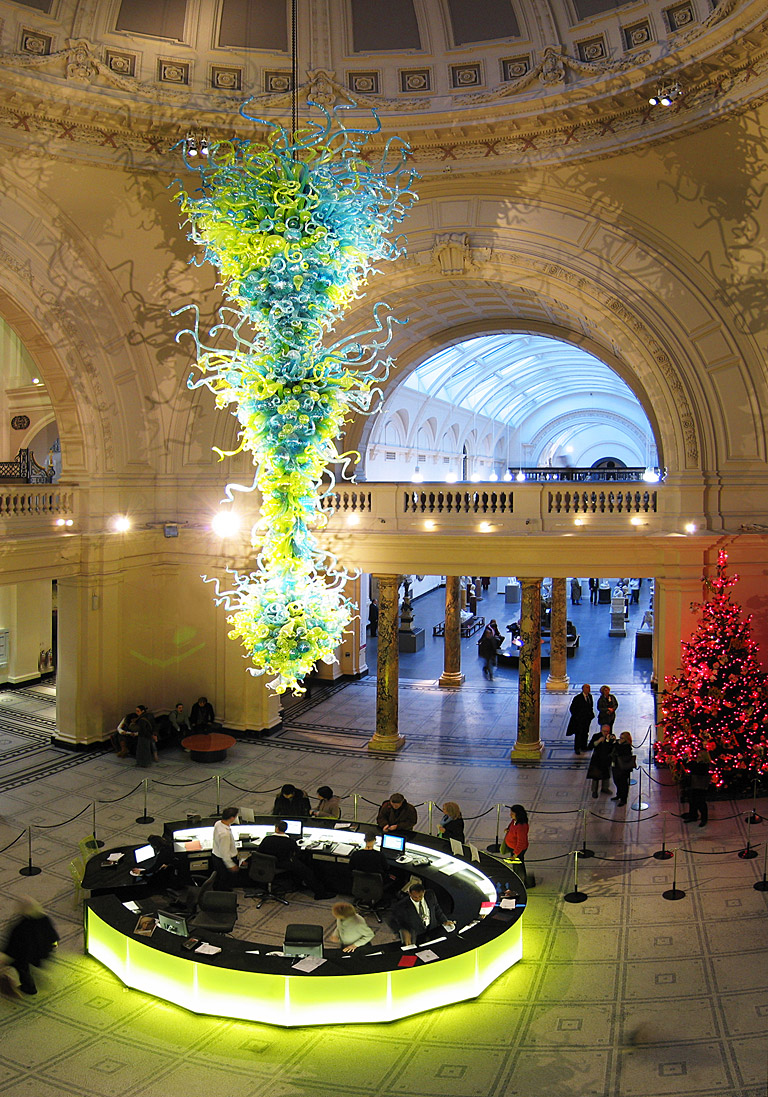
درسال ۲۰۰۰ ورودی موزه ویکتوریا و آلبرت به کاری از چیهولی به درازای ۹متر اختصاص داده‌شد.

  - موزه هنرهای زیبای ژول کالینز سمیت، دانشگاه آوبرن، آوبرن
  - (۱۹۹۵) دیوار ایرانی بیرمنگام، موزه هنر بیرمنگام، بیرمنگام
- آریزونا
  - (۲۰۰۸) برج بیابان، باغ گیاه‌شناسی بیابان، فینیکس
- کالیفرنیا
  - Founders Hall Art Gallery, Soka University of America, آلیسو ویجو، کالیفرنیا
  - (۱۹۹۵)[۲] موزه هنر سان خوزه، سان‌خوزه، کالیفرنیا
- کلرادو
  - (۲۰۰۴)[۳] Colorado Springs Fine Arts Center, کلرادو اسپرینگز
- دلاویر
  - (۱۹۹۹–۲۰۰۵)[۴] موزه هنر دلاویر، ویلمینگتن
- فلوریدا
  - Lowe Art Museum at the دانشگاه میامی (فلوریدا), Coral Gables
  - Morean Arts Center, سن پترزبورگ (فلوریدا)
  - موزه هنر نورتون، وست پالم بیچ، فلوریدا
  - Boca Raton Museum of Art, Boca Raton
  - Naples Museum of Art, Naples
- جورجیا
  - Columbus Museum, Columbus
- هاوائی
  - The Contemporary Museum, Honolulu
  - (1992) Persians Yellow and Cobalt Wall Piece, Honolulu Museum of Art
  - (2001) Reef, Honolulu Museum of Art
- ایلی‌نوی
  - Schaumburg Township District Library Main Branch
- ایندیانا
  - (۲۰۰۶)[۵] The Children's Museum of Indianapolis, ایندیاناپولیس
- کانزاس
  - (۲۰۰۳)[۶] Wichita Art Museum, ویچیتا
- میشیگان
  - کالامازو، کالامازو
  - (2000) Beacon Gold Chandelier, Krasl Art Center, St. Joseph
  - Flint Institute of Arts, فلینت
  - (2003) Guilded Champagne Gardens Chandelier, Frederik Meijer Gardens & Sculpture Park, گرند رپیدز، میشیگان
  - (2009) Lena’s Garden, Frederik Meijer Gardens & Sculpture Park, گرند رپیدز، میشیگان
- مینه‌سوتا
  - (۱۹۹۹)[۷] مینیاپولیس، مینیاپولیس
  - (۲۰۰۱)[۸] کلینیک میو، روچستر، مینه‌سوتا
- میزوری
  - (1996) Kemper Museum of Contemporary Art Persian Wall, Kemper Museum of Contemporary Art, کانزاس‌سیتی
  - (1996) Campiello del Remer, Kemper Museum of Contemporary Art, Kansas City
  - (1996) Palazzo di Loredana Balboni, Kemper Museum of Contemporary Art, Kansas City
  - (2007) Glass in the Garden, Missouri Botanical Garden, St. Louis
- نبراسکا
  - (2000) Chihuly: Inside & Out Joslyn Art Museum, اوماها
  - (2000) Toreador Red, Peter Kiewit Institute at the University of Nebraska, اوماها
  - (2004) Glowing Gemstone Polyvitro Chandelier, Joslyn Art Museum, اوماها
- نوادا
  - (1998) Fiori di Como, بلاژیو (هتل و کازینو), لاس‌وگاس
  - (2004) Nevada Cancer Institute, Summerlin
  - (2009) Chihuly at CityCenter, The Gallery, CityCenter, لاس‌وگاس[۹]
- نیوجرسی
  - (۲۰۰۳)[۱۰] Borgata Hotel Casino & Spa, آتلانتیک سیتی، نیوجرسی
- نیومکزیکو
  - The Spencer Theater, Alto
- نیویورک
  - (1987) Rainbow Room Frieze, راکفلر سنتر، New York City
  - (1994) Persian Window, St. Peter's Church, New York City
  - (2000) Fern Green Tower, Corning Museum of Glass, کورنینگ، نیویورک
  - (2003) Glass garden and Chandelier, Mandarin Oriental New York, New York City
  - (2010) Chandelier, مدرسه موسیقی ایستمن، Rochester
- اوهایو
  - (۲۰۰۳)[۱۱] Franklin Park Conservatory, کلمبوس
  - (۲۰۰۳),[۱۲] Gilded Silver and Aquamarine Chandelier, کالج کنیون، Storer Music Hall, Gambier
  - (۲۰۰۵) دانشگاه اکران، اکران، اوهایو
  - (2006) Campiello del Remer #2, Toledo Museum of Art, تولیدو، اوهایو
  - (2010) University Hospitals Ahuja Medical Center, Beachwood
- اکلاهما
  - (۲۰۰۲) اکلاهوما سیتی, اکلاهوما سیتی
- اورگن
  - (2000) Gilded & Ethereal Blue Chandelier, Global Aviation, فرودگاه هیلزبرو، Hillsboro
- پنسیلوانیا
  - (2008) Phipps Conservatory & Botanical Gardens, پیتسبورگ[۱۳]
  - (2000) Flame of Liberty, National Liberty Museum, فیلادلفیا[۱۴]
  - (2002) Dappled Chalk Violet Ikebana with Fuchsia Frog Foot, Reading Public Museum, Reading[۱۵]
  - (2005) Fountain Spray, Reading Public Museum, Reading[۱۵]
- تگزاس
  - (1995) Hart Window, دالاس، دالاس
  - (2000) "Southwestern", UT Southwestern Medical Sarah and Charles Seay Biomedical Building, دالاس
  - (2003) Persian Ceiling, موزه هنر سن آنتونیو، سن‌آنتونیو
  - (2005) Fiesta Tower, کتابخانه عمومی سن آنتونیو، سن‌آنتونیو
- یوتا
  - (۲۰۰۲)[۱۶] Olympic Tower, سالت‌لیک‌سیتی
- ایالت واشینگتن
  - (۱۹۸۸)[۱۷] Frank Russell Company, تاکوما، واشینگتن
  - (۱۹۹۱)[۱۸] City Center Mall, سیاتل، واشینگتن
  - (۱۹۹۲–۱۹۹۳)[۱۹] Washington State Trade and Convention Center, سیاتل، واشینگتن
  - (۱۹۹۴)[۲۰] Union Station Federal Courthouse, تاکوما، واشینگتن
  - (1995) Gonzaga University Red Chandelier Jundt Art Museum at Gonzaga University, اسپوکن
  - (1995) Persian Window, Pacific Lutheran University, تاکوما، واشینگتن
  - (۱۹۹۵)[۲۱] مایکروسافت، ردموند (واشینگتن)
  - (۱۹۹۶)[۲۲] Sleeping Lady Conference Retreat, لیون ورت، واشینگتن
  - (۱۹۹۷)[۲۳] Tacoma News Tribune, تاکوما، واشینگتن
  - (1998) Crystal Cascade, Benaroya Hall, سیاتل، واشینگتن
  - (2000) Chihuly Window, University of Puget Sound. تاکوما، واشینگتن
  - (2002) Chihuly Bridge of Glass, Museum of Glass, تاکوما، واشینگتن
  - (۲۰۰۳)[۲۴] Tacoma Art Museum, تاکوما، واشینگتن
  - (۲۰۰۶)[۲۵] Lincoln Square, بلویو، واشینگتن
- ویرجینیای غربی
  - (date unknown) Dale Chihuly tower in The C. Fred Edwards Tropical Plant Conservatory Huntington Museum of Art, Huntington
- ویسکانسین
  - (1998) Mendota Wall, Kohl Center, دانشگاه ویسکانسین-مدیسن
  - (2004) University of Wisconsin - Green Bay

### کانادا
- آلبرتا
  - (۲۰۰۹)[۲۶] Winter Garden - Jamieson Place, کالگری
- بریتیش کلمبیا
  - (۱۹۹۸)[۲۷] 1200 Georgia Street, ونکوور
- کبک
  - (۲۰۰۱)[۲۸] Hilton Lac-Leamy, گاتینو

### بریتانیا
- (۲۰۰۱)[۲۹] موزه ویکتوریا و آلبرت، لندن
- (۲۰۰۱) سقف ایرانی، موزه ویکتوریا و آلبرت، لندن

### سنگاپور
- (2010) Resorts World Sentosa, Sentosa, سنگاپور

### امارات متحده عربی
- (۲۰۰۸)[۳۰]آتلانتیس، دبی، Dubai, United Arab Emirates

## نمایشگاه‌ها
- (1996) Chihuly Over Venice, ونیز، ایتالیا
- (1999–2000) Chihuly in the Light of Jerusalem ۲۰۰۰, برج داوود، اورشلیم، اسرائیل
- (2001–2002) Chihuly In The Park: A Garden Of Glass, Garfield Park Conservatory, شیکاگو، ایلینوی، ایلی‌نوی
- (2004) Chihuly in the Garden, باغ گیاه‌شناسی آتلانتا، آتلانتا
- (2005) باغ‌های شیشه، باغ‌های گیاه‌شناسی پادشاهی، کیو، لندن
- (2005) Modern and Contemporary American Art (1900 to present) بایگانی‌شده  در ۱۸ مارس ۲۰۱۲ توسط Wayback Machine, Kalamazoo Institute of Arts, کالامازو
- (2005–2007) Chihuly at Fairchild, Fairchild Tropical Botanic Garden, کورال گیبلز، فلوریدا
- (2006) Missouri Botanical Garden, سنت لوئیس
- (2006) Oisterwijk Sculptuur بایگانی‌شده  در ۱۴ ژوئن ۲۰۰۶ توسط Wayback Machine, اویستروایک، هلند
- (2006) باغ گیاه‌شناسی نیویورک, نیویورک
- (2007) Wrapped In Tradition: The Chihuly Collection of American Indian Trade Blanket مجموعه موزه می‌بورن، ویکو، تگزاس
- (2007) چیهولی در فیپس: باغ و شیشه، Phipps Conservatory، پیتسبورگ
- (2008) Chihuly at the de Young, موزه دی یانگ، سان‌فرانسیسکو
- (2009) Chihuly: Day and Night, باغ گیاه‌شناسی بیابان، فینیکس
- (2009) Chihuly Illuminated، موزه هنر کلمبوس، کلمبوس
- (2009) Chihuly: Recent Work, موزه هنر ناپل، ناپل، فلوریدا
- (2010) Chihuly at Cheekwood, باغ‌های گیاه‌شناسی چیک‌وود، نشویل
- (2010) Chihuly at the Salk, Salk Institute for Biological Studies, لا هویا
- (2011)Through the Looking Glass, موزه هنرهای زیبا (بوستون), بوستون
- (2012) Chihuly at The Dallas Arboretum

## نگاره

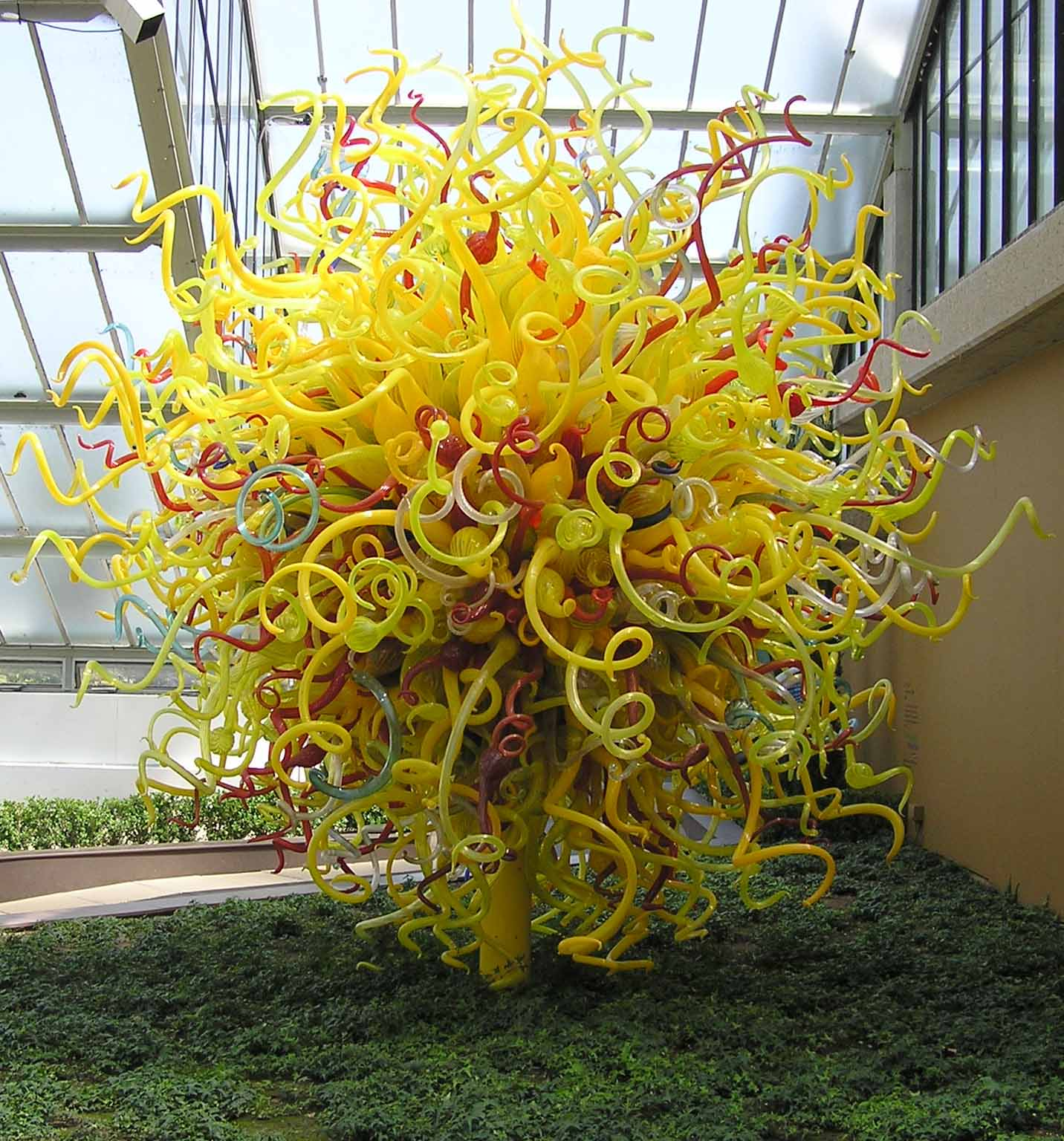
خورشید، کاری از چیهولی در نمایش موقتی در کیوگاردن، لندن
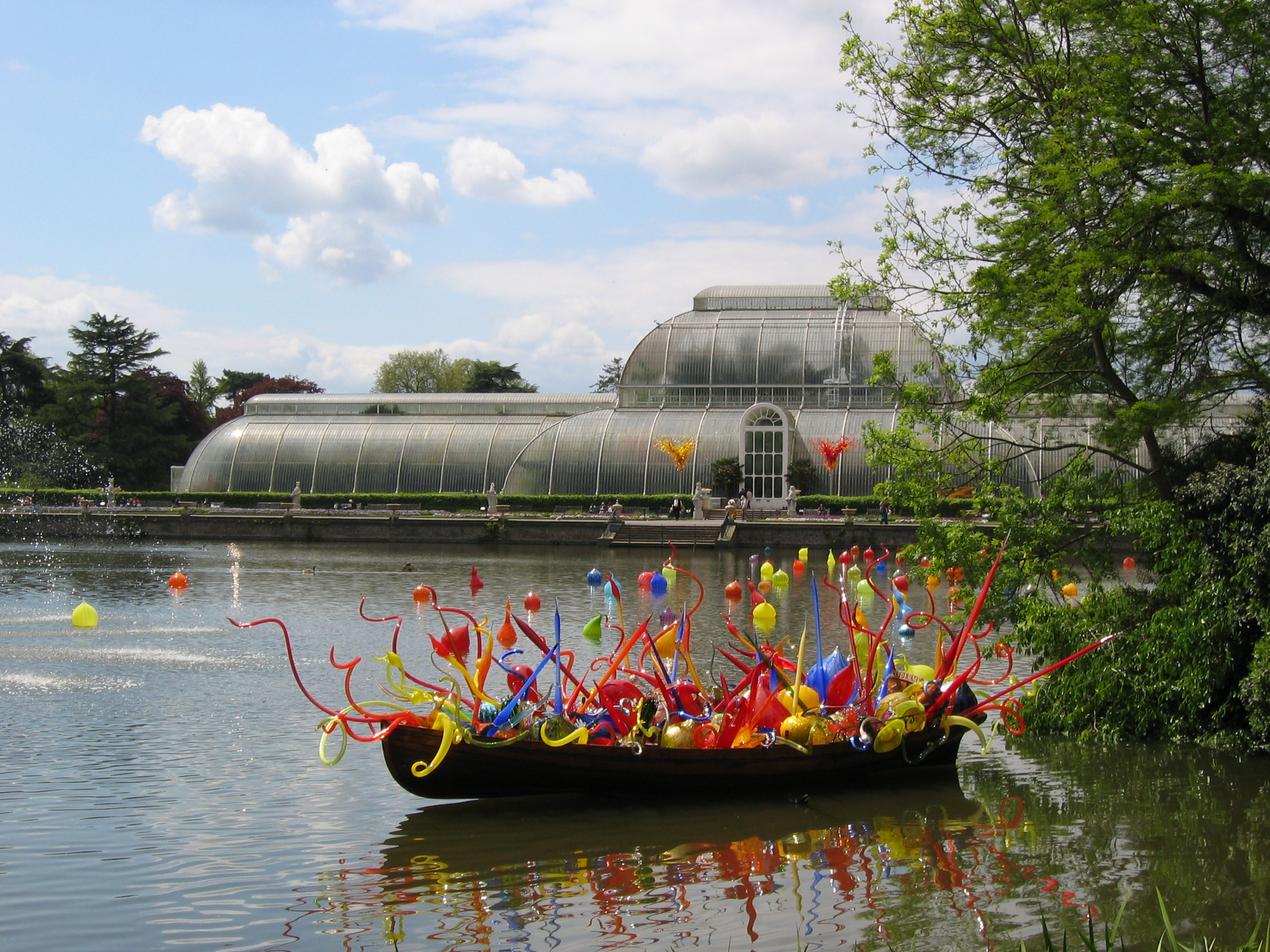
کاری از چیهولی در نمایشگاه آثارش در باغ‌های گیاه‌شناسی پادشاهی، کیو، ۲۰۰۵
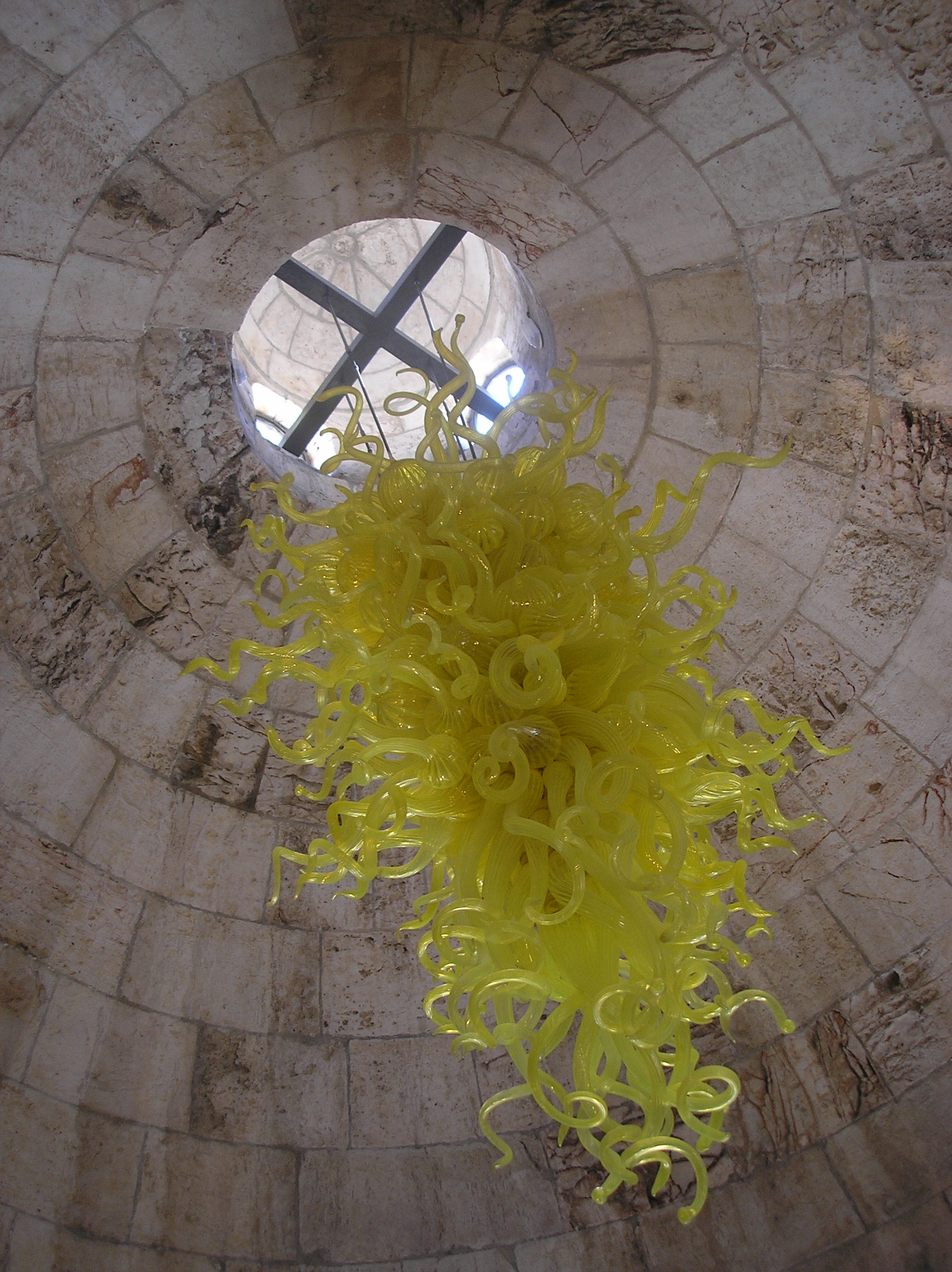
کاری از چیهولی در برج داوود

## کتاب‌نگاری
- Chihuly Over Venice by William Warmus and Dana Self. Seattle: Portland Press, 1996.
- Chihuly by Donald Kuspit. New York: Harry N. Abrams, 1998.
- The Essential Dale Chihuly by William Warmus. New York: Harry N. Abrams, 2000.
- Dale Chihuly:365 Days.  Margaret L. Kaplan, Editor. New York: Harry N. Abrams, 2008.
- Chihuly Drawing, illustrated by Chihuly, with an essay by Nathan Kernan. Portland Press, 2003, ISBN 1-57684-019-0